# Вулиця Космонавтів (Ніжин)
Вулиця Космонавтів — вулиця міста Ніжина, яка сформувала історичну місцевість (район), селище Космонавтів. Пролягає від перехрестя вулиць Станіслава Прощенка та Борзнянський Шлях до кінця забудови.
До вулиці прилягає Чернігівська вулиця.

## Історія
Сучасну вулицю прокладено на ділянці колишнього Чернігівського шляху Петербурзького поштового тракту. 1965 року вулиця отримала сучасну назву Космонавтів — на честь досягнень радянської космонавтики. На вулиці розташовані Ніжинський м'ясокомбінат (№ 25), цех № 2 заводу будівельних матеріалів (колишній клінкерний завод), дитсадок № 14 «Соколя» (№ 32А).

## Забудова
Вулиця пролягає у північно-західному та північному напрямку — до Ніжинського аеродрому. Парна та непарна сторони вулиці зайняті садибною та багатоповерховою житловою (5-поверхові будинки) забудовою. Початок вулиці (до примикання Чернігівської вулиці) парна сторона вулиці зайнята Центральним (Грецьким) цвинтарем.
Установи:
1. будинок № 2 — Центральний (Грецький) цвинтар
2. будинок № 25 — Ніжинський м'ясокомбінат
3. будинок № 32А — дитсадок № 14 «Соколя»
4. будинок № 52 — амбулаторія сімейної медицини № 7

Пам'ятники архітектури чи історії:
1. перехрестя вулиць Космонавтів, Московської та Борзнянської дороги — Пам'ятний знак воїнам-визволителям міста Ніжина — історії
2. будинок № 2 (Центральний цвинтар) — Церква Костянтина та Олени — архітектури та історії
3. на території Центрального цвинтаря — 9 одиничних та 4 братських могил — усі історії
4. з лівого боку від центральних воріт Центрального (Троїцького) цвинтаря (перехрестя з вул. Станіслава Прощенка) — Пам'ятний знак Ніжинської підпільної комсомольсько-молодіжної організації — історії